# なごや環境大学
なごや環境大学（なごやかんきょうだいがく）は、市民、NPO、企業、大学、行政の協働により、「環境首都なごや」そして「持続可能な地球社会」を支える人づくり、人の輪づくりを目指して2005年（平成17年）3月に開講。名古屋の街中を「キャンパス」として展開する、新しい環境学習の場づくりを目指した試み。受講者数は2009年度までに約2万人。
講座を紹介している「なごや環境大学ガイドブック」は毎年3月と9月に発行されており、配布場所は、なごや環境大学事務局・名古屋市の各図書館・区役所・生涯学習センターで無料配布されている。
実行委員長は名古屋市長の河村たかし。

## マスコットキャラクター
- 名前は「エッコ」。毎年2回発行されている「なごや環境大学ガイドブック」の表紙に登場。名古屋市の木「くすのき」をモチーフにした黄色い木の妖精。ガイドブックの表紙は毎回エッコのストーリーとなっており、子供たちの公募によってストーリー内容が決められている。エッコグッズとして、カンバッジ・リユースカップ・クリアフォルダー・ユリカ等があるが、どれも非売品。講座ポイントの交換品や、イベントの景品として使われている。

## 公開講座
- 毎年、なごや環境大学主催で多くの公開講座を開催。

## アクセス

### 事務局所在地
- 名古屋市中区栄1-23-13　伏見ライフプラザ13階　名古屋市環境学習センターエコパルなごや内
- 名古屋市営地下鉄鶴舞線・東山線「伏見駅」6番出口より徒歩約10分。